# Michaela Žemličková
Michaela Žemličková (* 3. listopadu 1967 České Budějovice) je česká výtvarnice, malířka a ilustrátorka.

## Život
Narodila se a žije v Českých Budějovicích. Její bratr je výtvarník, sochař, spisovatel a pedagog František Postl (* 1978).
Michaela Žemličková většinou maluje černou tuší na bílý podklad nebo bílou tuší na černý podklad, a to metodou „jedním tahem“. Je autorem portrétu Tomáše Garrigue Masaryka, který je v knihovně Bohemian National Hall v New Yorku. Ilustrovala knihu básní Petra Baťka, která má název Mezi svými rýmy,

## Výstavy (výběr)
- Praha, Iscare (2015)[5]
- Bratislava (2015)[2]
- Soul, muzeum moderního umění Kim Chong Yung[6]
- Praha, Mánes (2023)[7]
- Autorská výstava na Stálém zastoupení České republiky v Bruselu (zahájení dne 6.12.2022)[8]